# NGC 3486
NGC 3486 (również PGC 33166 lub UGC 6079) – galaktyka spiralna z poprzeczką (SBc), znajdująca się w gwiazdozbiorze Małego Lwa. Odkrył ją William Herschel 11 kwietnia 1785 roku. Należy do galaktyk Seyferta typu 2. Znajduje się w odległości około 44 milionów lat świetlnych od Ziemi.